# فیصل البختاوی
فیصل البختاوی (فرانسوی: Faissal El Bakhtaoui‎؛ زادهٔ ۸ نوامبر ۱۹۹۲) بازیکن فوتبال اهل فرانسه است.